# Harold Davenport

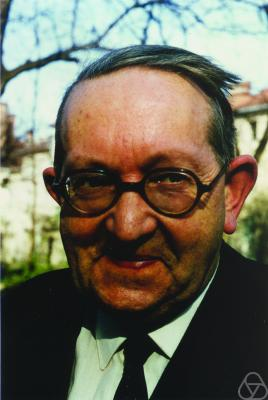
Harold Davenport

Harold Davenport (* 30. Oktober 1907 in Huncoat, Lancashire, England; † 9. Juni 1969 in Cambridge, England) war ein englischer Mathematiker, der hauptsächlich in der Zahlentheorie arbeitete.

## Leben und Wirken
Harold Davenport studierte an der Universität Manchester (bis 1927) und am Trinity College der Universität Cambridge (unter anderem bei John Edensor Littlewood, bei dem er über das zahlentheoretische Thema der Verteilung quadratischer Reste arbeitete).
Als „Research Fellow“ ging er 1932/33 an die Universität Göttingen und zu Helmut Hasse an die Universität Marburg, die damals eine „Hochburg der Zahlentheorie“ war. In Cambridge wurde dagegen eher analytische Zahlentheorie im Stil von Godfrey Harold Hardy und Littlewood und ihrer „circle method“ betrieben. Dort entstanden die Hasse-Davenport-Relationen für Gauss-Summen. Davenport lernte hier auch seinen späteren Ko-Autor Hans Heilbronn kennen. Er konnte allerdings seine Abneigung gegen algebraische Methoden nie ganz überwinden. Seine Bemerkung zu Hasse, er solle sie doch zum Beispiel an der Riemann-Hypothese erproben und so zeigen, wozu sie gut seien, bewog diesen zum Beweis derselben im Fall der elliptischen Kurven.
1937 ging er an die Universität Manchester und arbeitete vor allem über diophantische Approximationen und Geometrie der Zahlen. Ab 1950 war er Leiter einer Schule vornehmlich in analytischer Zahlentheorie in England. 1957 bis 1959 war er Präsident der London Mathematical Society. Er lehrte an der University of Wales und am University College London, bevor er 1958 „Rouse Ball Professor“ in Cambridge wurde.
Davenport ist Verfasser der bekannten Einführung in die Zahlentheorie The higher arithmetic, die erstmals 1953 erschien.
1940 wurde Davenport als Mitglied („Fellow“) in die Royal Society gewählt, die ihm 1967 die Sylvester-Medaille verlieh. 1950 hielt er einen Plenarvortrag auf dem Internationalen Mathematikerkongress in Cambridge (Massachusetts) (Recent progress in the geometry of numbers) und 1962 war er Invited Speaker auf dem ICM in Stockholm (Homogeneous diophantine equations).

## Schriften
- The higher arithmetic – an introduction to the theory of numbers. 8. Auflage. Cambridge University Press 2008 (ergänzt von James H. Davenport), zuerst 1952 Hutchinson House, New York
- Analytic methods for diophantine equations and Diophantine inequalities 1962, 2. Auflage (bearbeitet von T. D. Browning), Cambridge University Press 2005
- Multiplicative number theory, Markham Publishing, Chicago 1967, 3. Auflage (bearbeitet von Hugh Montgomery), Springer 2000
- Collected works, 4 Bde., Academic Press 1977 (Herausgeber Bryan Birch, Heini Halberstam, Claude Rogers)
- Looking back, Journal London Mathematical Society Band 41, 1966, S. 1 (Erinnerungen)
- Davenport: Über einige neuere Fortschritte der additiven Zahlentheorie, Jahresbericht DMV 1961.
- Davenport, Hasse: Die Nullstellen der Kongruenzzetafunktion in gewissen zyklischen Fällen, Journal reine und angewandte Math. 1935.
- Davenport: On certain exponential sums, Journal für reine und angewandte Mathematik 1933.